# Hitzewelle
Eine Hitzewelle ist in Meteorologie und Klimatologie eine ungewöhnlich lange Phase aufeinander folgender ungewöhnlich heißer Tage, auch Hitzeperiode genannt. Etwas abgeschwächt spricht man auch von Wärmewelle für Phasen abnorm hoher Temperaturen. Hitzewellen sind Extremwetterereignisse, die die menschliche Gesundheit, die Ökosysteme und die Infrastruktur schädigen können.

## Zur Definition einer Hitzewelle

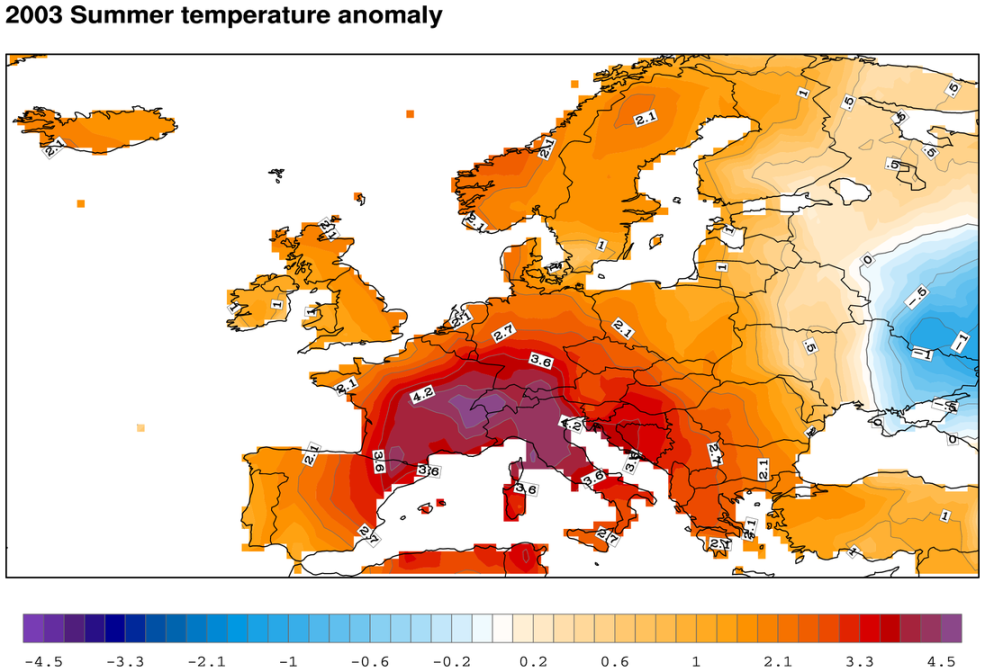
Karte der lokalen Temperaturanomalie Sommer 2003 zu 1971–2000, als Maß einer Hitzewelle

Hitzewellen als solche sind ein relativ junges Forschungsgebiet, früher wurde primär auf Dürren fokussiert.
Es gibt auch keinerlei einheitliche Definition einer Hitzewelle.
Typische moderne Ansätze für die Quantifizierung einer Hitzewelle sind folgendermaßen aufgebaut:
- Zuerst wird eine gewisse Schwelle für den Begriff anomaler Hitze festgelegt, entweder absolut (etwa über den Begriff des heißen Tages, Tageshöchsttemperatur ≥ 30 °C),[6][7] über die Temperaturanomalie (Schwelle einer Grad-Abweichung von einer spezielleren langjährigen Mitteltemperatur, etwa Mittel des jeweiligen Tages oder Monats der letzten 30 Jahre),[8] oder über eine Häufigkeit (etwa Standardabweichung 95-%-Perzentil einer solchen Bemessungsgrundlage).[9][10] Weitere Kriterien wären physiologische Werte[11] wie Gefühlte Temperatur[12] oder der Heat Index (eine Kombination aus Temperatur und Luftfeuchte).[13]
- Dann werden Kriterien für den Zeitumfang gewählt, die Episode (etwa eine Mindestdauer von drei oder fünf Tagen;[14][10] auch indem ein einziger Tag unterhalb der Hitzeschwelle die Hitzewelle nicht unterbricht)[15] wie auch den Zeitraum, in dem man überhaupt von Hitzewelle sprechen will (etwa nur den meteorologischen Sommer für die gemäßigten Breiten)[16][7][10]
- Es wird ein betroffenes Gebiet festgelegt, aus einer meteorologischen Analyse, in politischen Grenzen, rein messtechnisch über Stationen, oder ein Modellierungsraster[10] – dabei müssen sich der Definitionsbereich der Hitzeschwelle und das Areal nicht decken (so könnte die Schwelle sich auf einzelne Messstationen beziehen, das Areal auf Verwaltungseinheiten).[17]
- Es werden Kriterien für die Intensität der Hitzewelle bestimmt, etwa die absolut höchste über die gesamte Periode gemessene Temperatur, die mittlere Maximaltemperatur über alle Messstationen des Gebiets,[18] die maximale oder mittlere Anomalie,[8][18] die Jährlichkeit des Ereignisses, oder Ähnliches.

Damit ergeben sich als Maße für das Ausmaß einer Hitzewelle:
- Dauer
- Geographischer Umfang
- Gewisse Werte der Intensität

Eine für Mitteleuropa verwendete Methode der Auswertung geht auf den tschechischen Meteorologen Jan Kysely zurück, diese Tage der Hitzewelle werden Kysely-Tag genannt:

„Eine Hitzewelle wird festgestellt, sobald an mindestens drei Tagen in Folge die Maximaltemperatur 30 °C überschreitet und hält so lange an, wie die mittlere Maximaltemperatur über die gesamte Periode über 30 °C bleibt und an keinem Tag eine Maximaltemperatur von 25 °C unterschritten wird.“

Für Wärmewellen – etwa für das Winterhalbjahr – sind ähnliche Kriterien mit abgeschwächteren Grenzwerten in Verwendung.
Die zeitlichen und räumlichen Maße können zueinander in Bezug gesetzt werden, doch ist ein Ansatz, wie eine lokale kurze und heftige Hitzewelle mit einer lange andauernden und großräumigen zu vergleichen wäre, und das über verschiedene Klimaregionen, sehr komplex. Diese Abschätzungen einer Vergleichbarkeit über Zeitreihen und Weltgegenden sind in der Meteorologie, der Wettermedizin und der Klimafolgenforschung heute in Entwicklung. Die Definitionen für 'Hitzewelle' können mit der Festlegung gewisser Unwetter-Warnstufen korrelieren.

## Entstehung von Hitzewellen
Hitzewellen haben je nach Weltgegend verschiedene Ursachen. Im Winter führen entsprechende Situationen entweder zu einem Warmlufteinbruch und Tauwetter, oder aber zu einer Kältewelle.

### Mechanismen auf den mittleren Breiten

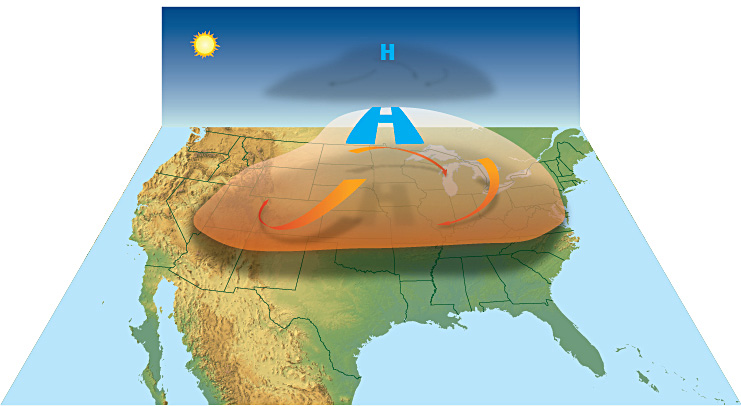
Klassisches kontinentales Hoch über Nordamerika

Die klassische sommerliche Hitzewelle der mittleren Breiten entsteht durch ein Hochdruckgebiet und Aufheizung durch lang anhaltenden Sonnenschein. Wärmeeinbrüche allgemein sind etwa für Mitteleuropa meist gut dokumentierte Singularitäten (regelhaft eintretende Ausnahmen), so eben die Hundstage des Hochsommers, aber auch im Winter etwa das Weihnachtstauwetter, sie gliedern die phänologischen Jahreszeiten der Vegetation.

Reguläre Lagen der Herkunftsgebiete der Luftmassen (westlich von Europa Kaltluft, südlich Warmluft)

Es gibt einige weitgehend regulär permanent vorhandene Hochdruckzonen, so das Azorenhoch oder das Sibirienhoch, die immer zu sommerlicher Hitze führen. Abnormale Hitzewellen können diese dann verursachen, wenn sie sich irregulär verlagern oder extrem stark ausgebildet sind: So kann das Azorenhoch bis vor Westeuropa liegen, und dann das Wetter des Kontinents direkt besonders beeinflussen (ein Beispiel: Spätsommer 1975). Oder es drängt die Atlantiktiefs übermäßig nach Norden, was zu zonaler Hitze im gesamten Mittelmeerraum führt (Juli 2015, zweite Phase). Weil diese Hochs selbst stabilisierend sind, können sich solche Hitzewellen über viele Wochen oder eine ganze Saison erstrecken, und auch zu Dürren führen. Verstärkt wird dieser Effekt, wenn sich Hochdruckbrücken zwischen den Hochs ausbilden, dann werden diese Ereignisse auch recht großräumig.

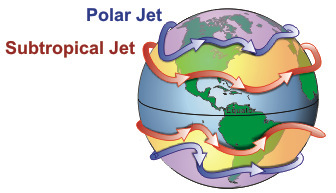
Rossby-Wellen der Jet-Streams

Eine Ausnahmeerscheinung in den gemäßigten Breiten entsteht durch eine Blockade: In gewissen Abständen geht der Jetstream in eine besonders wellige Form über, die Westwinddrift bricht ab, die Tiefdrucksysteme kommen nicht voran, und die Hochs dazwischen bleiben ortsfest liegen. Das kann zu ein- bis mehrwöchigen Hitzeperioden führen. Diese Verlagerung der Polarfront führt auch jeweils zu starkem Wärmeaustausch von den Tropen in die polaren Gebiete und kann auch im höheren Norden zu abnormer Wärme führen.

Eine Zyklone (dynamisches Tief) als Warmluftpumpe: Warmfront und Warmsektor vor der Kaltfront

Eine weitere Form der mittleren Breiten sind mächtige Tiefdrucksysteme (Zyklone). Diese können dann an ihrer südwärtigen Warmfront bis in die Subtropen greifen, und davor enorme Warmluftmassen nach Norden pumpen. Hierbei handelt es sich um kurzfristigere Warmlufteinbrüche bis zu einigen Tagen, solche Situationen können auch im Winter zu Wärmewellen führen. Für Europa typisch sind südwestliche Höhenströmungen nordafrikanischer Luft, oft mit Saharastaub-Ereignissen. Ein typisches Beispiel ist der Sommer 2013.

Überschlagender Jetstream mit extremer Omegalage (2010)

Extrem werden kann die Kombination dieser Situationen: Ist bei einer Blockade das Hoch östlich und westlich von kräftigen Tiefs flankiert, entsteht die Omegalage, entsprechend dem Zeichen {\displaystyle \Omega }, mit einer Kombination aus Blockade und südlichen Luftströmungen, wodurch sich die Hitze verstärkt. Typisch dafür sind die Tropennächte, weil auch die nächtliche Abkühlung durch erhöhte Abstrahlung bei normalen Hochdruckwetter wegfällt. In Europa entsteht durch trockene Saharaluft oder Föhn-Effekte an Pyrenäen und Alpen eine Kombination mit abnormer Trockenheit, oft entfallen dann die typischen Wärmegewitter, die sonst für Sommerhitze charakteristisch sind, womit ein weiterer Abkühlungsfaktor entfällt. Charakteristisch war das etwa in den Jahrhundertsommern 2003 und 2015 (erste und dritte Phase).

### Globale Mechanismen

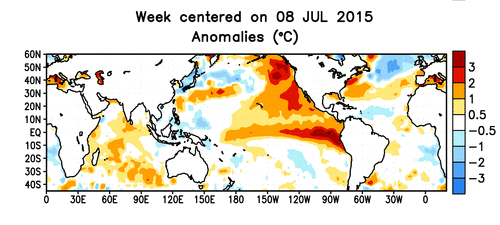
Meerestemperatur-Anomalie Juli 2015: El-Niño im Pazifik: Hitzewellen an der nordamerikanischen Westküste.

Eine weitere Ursache sind Schwankungen der warmen ozeanischen Strömungen in Intensität und Lage, was die Lagen der Aktionszentren und atmosphärischen Strömungen grundlegend beeinflusst. Bekanntestes Phänomen dieser Art ist das El-Niño-System, das an den Westküsten beider Amerikas zu Hitzewellen führen kann (und wohl auch das Wetter weltweit beeinflusst). Da dieses System gewisse regelmäßige Wiederkehr zeigt (El Niño-Southern Oscillation, ENSO), und auch andere globale Wetterzusammenhänge in Perioden ablaufen, zeigen auch Extremwetter wie Hitzewellen gewisse Häufungsphasen.

### Einflüsse der globalen Erwärmung

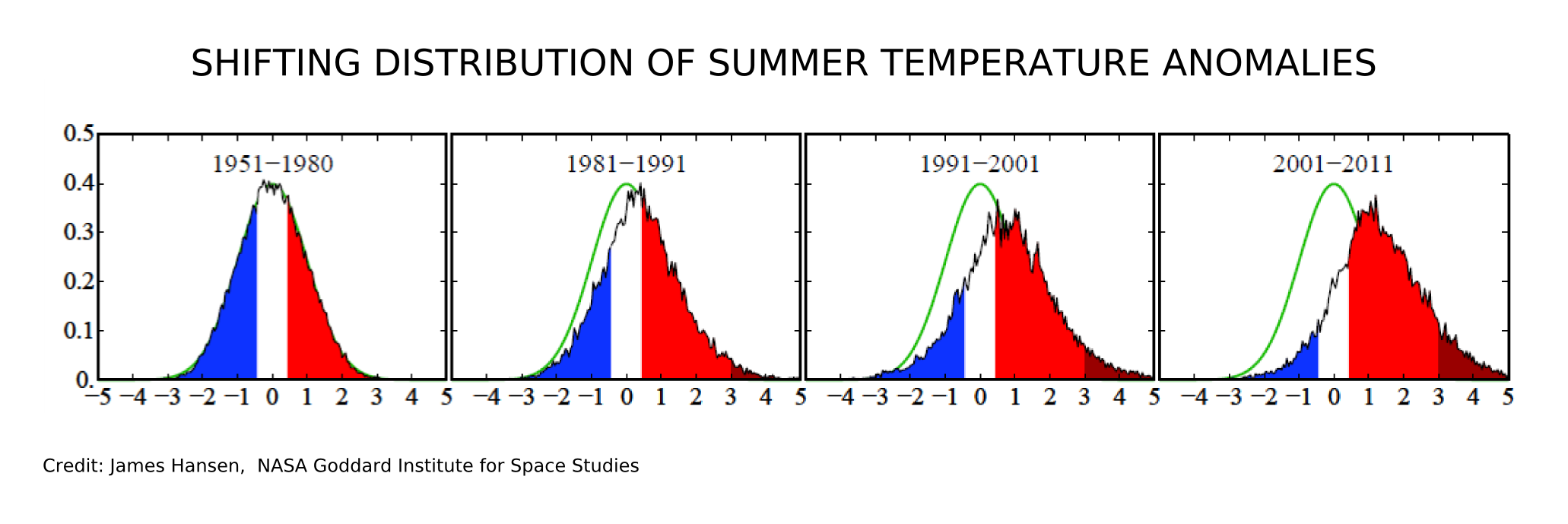
Häufigkeit (senkrecht) zu Anomalie (waagrecht) hoher Sommertemperaturen der Nordhalbkugel, Mittel 1951–1980 und letzte drei Jahrzehnte: Anstieg des Medians, Abnahme der Häufigkeit, Zunahme hoher Anomalie (NASA-GISS)

Dass die globale Erwärmung regional eine veränderte Häufigkeit und Dauer von Hitzewellen zur Folge hat, gilt heute als gesichert. Gemäß Weltklimarat IPCC ist es praktisch sicher (99–100 % Wahrscheinlichkeit), dass Hitzewellen seit den 1950er Jahren in den meisten Regionen häufiger und intensiver wurden, wobei der anthropogenen Klimawandel mit großer Sicherheit der Hauptfaktor für diese Entwicklung ist. Zudem hält der IPCC fest, dass das Auftreten einiger beobachteter Hitzeextreme der 2010er Jahre ohne menschengemachten Klimawandel extrem unwahrscheinlich gewesen wäre. Auch das Auftreten von Hitzewellen in den Meeren verdoppelte sich etwa seit den 1980er Jahren, wobei menschliche Einfluss sehr wahrscheinlich zu den meisten von diesen, die seit mindestens 2006 aufgetreten sind, beigetragen hat. Mit jeder weiteren Erwärmung werden Hitzewellen gemäß IPCC zudem mit sehr großer Wahrscheinlichkeit intensiver werden und häufiger vorkommen.

## Ökologische Folgen

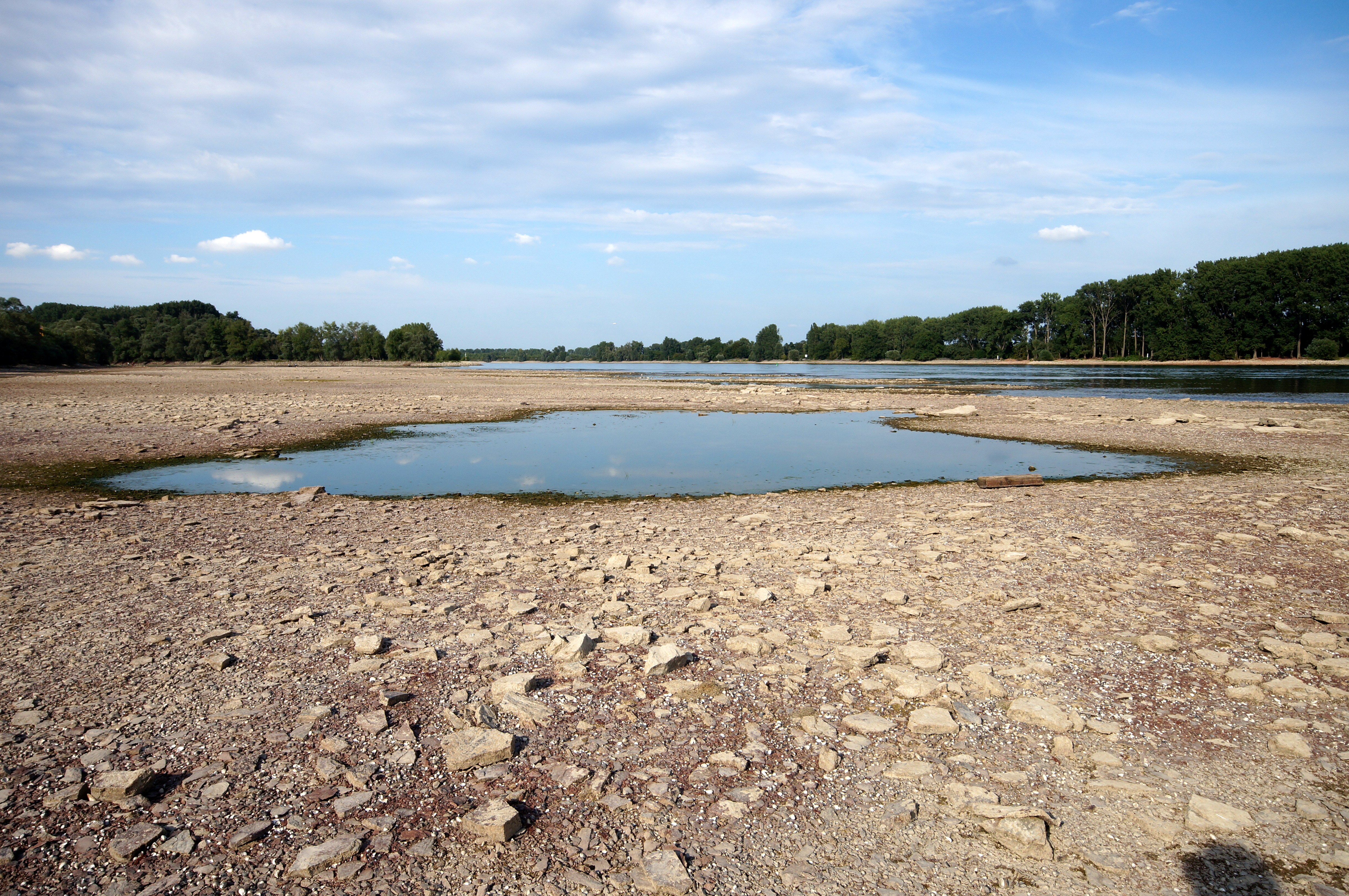
Abnorme Trockenheit während der Hitzewelle in Europa 2015 am Oberrhein

Mit einer Hitzewelle kann eine Dürre verbunden sein, das muss aber nicht sein, ebenso gibt es schwül-feuchte niederschlagsreiche Hitzeperioden, wobei Starkregen durch Hochwasser, Erdrutsche und Murgänge große Schäden verursachen kann.
Extreme Niedrigwasser verursachen erhebliche Probleme für die Schifffahrt und die Ökologie von Gewässern. Niedrigwasser während Hitzewellen mit gleichzeitig langsamen Fließbewegungen begünstigt aufgrund geringeren Sauerstoffgehalts des Wassers außerdem Fischsterben.

## Gesundheitliche Folgen beim Menschen
Hitze und Hitzewellen haben eine Vielzahl negativer Auswirkungen auf die Gesundheit von Menschen. Zu diesen zählen u. a. Erkrankungen und Sterblichkeit aufgrund von Hitzestress und Hitzeschlag oder die Verschlimmerung von Herz-Kreislauf- und Atemwegserkrankungen.
Ältere Menschen sind stärker betroffen als jüngere und Frauen sind stärker betroffen als Männer, jedoch ist bei Männern die hitzebedingte Sterblichkeit auch schon in jüngerem Alter (< 64) deutlicher erhöht. Am stärksten betroffen sind ältere Menschen über 65 Jahre, Menschen mit Vorerkrankungen, Menschen, die im Freien oder in ungekühlten Gebäuden arbeiten, und solche, die in Regionen der Erde leben, die bereits an der Grenze der menschlichen Bewohnbarkeit angekommen sind.
Die Auswirkungen von Hitze können durch weitere Faktoren verstärkt werden. Beispielsweise belastet feuchte Hitze den Organismus stärker als trockene Hitze. Es wird zudem vermutet, dass sich Belastungen durch Hitze und durch Ozon in ihrer Kombinationswirkung verstärken können.
Hitzewellen zählen zu den gefährlichsten Naturgefahren und können u. a. mit einem Anstieg hitzebedingter Todesfälle erhebliche gesellschaftliche Auswirkungen nach sich ziehen. Durch den Klimawandel nimmt die Hitzebelastung der Bevölkerung weiter zu. Der Weltklimarat IPCC stellte in seinem Sechsten Sachstandsbericht 2022 fest, dass steigende Temperaturen zusammen mit Hitzewellen bereits zu einem Anstieg von Mortalität und Morbidität geführt haben, wobei die genauen Auswirkungen abhängig sind von verschiedenen Faktoren wie Alter, Geschlecht, Urbanisierungsgrad und weiteren sozioökonomischen Faktoren. Ein signifikanter Anteil der hitzebedingten Sterblichkeit in der warmen Jahreszeit in gemäßigten Regionen wird dabei auf den beobachteten menschengemachten Klimawandel zurückgeführt, während für tropische Regionen in Afrika weniger Daten verfügbar sind. Für die Zukunft wird infolge der globalen Erwärmung ein weiterer Anstieg der Mortalität erwartet. In Europa sterben im Durchschnitt mehr als 28.000 Menschen pro Jahr infolge von Hitzewellen, davon ca. 5.600 Menschen in Deutschland. Prozentual treten die höchsten hitzebedingten Sterberaten in Italien, Portugal, Spanien, Griechenland und Frankreich auf. Auch in Deutschland liegen die Sterbefälle aufgrund von Hitze leicht über dem europäischen Durchschnitt. Aktuelle Daten für das Jahr 2022 gehen von ca. 62.000 hitzebedingten Todesfällen in Europa aus.

## Historische Hitzewellen und ihre Opferzahlen
Die folgende Liste (Stand 2015) gibt diejenigen zehn Hitzewellen an, die die meisten Todesopfer gefordert haben sollen. Dabei ist zu beachten, dass auch dieses Phänomen erst seit jüngsten Jahren quantifiziert wird: Es herrscht kein klarer Begriff, wer das Opfer einer Hitzeanomalie sei. Im Unterschied etwa zu unmittelbar durch Sturm- oder Hochwasserkatastrophen Verunglückten werden hierbei allenfalls hitzebedingte Sterbefälle durch Kreislauf- oder Herzversagen gemeldet – unberücksichtigt bleiben wohl beispielsweise Krankheitsfälle durch allgemeine Schwächung, Unfälle durch erhöhte Belastung oder gar Mangelernährungsopfer durch folgende Missernten aufgrund einer verbundenen Dürre. Moderne Ansätze rechnen die Opfer rein statistisch als Erhöhung aus der durchschnittlichen natürlichen Mortalität heraus.
Die Berechnungsgrundlagen für die jüngeren Ereignisse Europas
und andere Weltgegenden dürften dabei durchaus unterschiedlich sein. Historische Daten und insbesondere Vergleichbarkeit bestehen kaum – für Indien, das alleine in den letzten 15 Jahren vier schwere Hitzewellen erlebte, dürften beispielsweise gar keine Zahlen über „reguläre“ Mortalität vorliegen. Angaben zu Hitzeopfern einzelner Ereignisse können je nach Quelle stark abweichen und sind insgesamt mit Vorbehalt zu sehen (Stand 2015).
| Region               | Jahr | Dauer in Wochen | Tmax   | Opferzahl |
| -------------------- | ---- | --------------- | ------ | --------- |
| Europa               | 2003 | 2               | 47 °C  | 70.000    |
| Russland             | 2010 | 8               | >40 °C | 55.000    |
| Europa               | 2006 | 5               | 39 °C  | 3.500     |
| Indien               | 1998 | 10              | 50 °C  | 2.500     |
| Indien               | 2015 | 6               | 49 °C  | 2.500     |
| USA, Kanada          | 1936 | 2               | 44 °C  | 1.700     |
| USA                  | 1980 | ≈10             | 45 °C  | 1.300     |
| Pakistan             | 2015 | 2               | 45 °C  | 1.300     |
| Indien               | 2003 | 3               | 50 °C  | 1.200     |
| Indien               | 2002 | 2               | 49 °C  | 1.000     |
| Griechenland, Türkei | 1987 | 2               | 50 °C  | 1.000     |

## Film
- Film-Dokumentation Europa glüht - Wie Hitzewellen unser Leben verändern; Mike Plitt (Regie und Drehbuch), Redaktion Gábor Toldy. 53 Minuten, SRF, 2024. Erstsendung in ARD-alpha vom BR-online am 3. deutschen Hitzeaktionstag am 4. Juni 2025. Mitwirkende: u. a. Erich Fischer, Jose-Maria Martin-Olalla, Karina von Schuckmann.[33]